# Xixuthrus axis
Xixuthrus axis es una especie de escarabajo longicornio del género Xixuthrus, categorizada en la tribu Macrotomini, de la subfamilia Prioninae. Fue descrita por Thomson en 1877.

## Descripción
Mide 50-82 mm de longitud.

## Distribución
Se distribuye por Papúa Nueva Guinea.